# Louis de Bouliers
Jean-Louis de Bouliers, mort en août 1550, est un prélat français du XVIe siècle. Il est le fils de Louis de Bouliers, seigneur de Cental (Bolleri di Centallo), et de Marie de Trivulce, fille de Jacques de Trivulce. Il appartient à la famille de Bouliers qui comptait de Michel Ier et Michel de Bouliers II, évêques de Riez.

## Biographie
Louis de Bouliers embrassa d'abord  la carrière des armes. Déterminé à embrasser l'état ecclésiastique, il est d'abord abbé de Villars et de  Notre-Dame de Stapharde (abbaye de Staffarda), en Piémont.  Après la mort d'Antoine Lascaris de Tende, il est nommé évêque de Riez en 1546, mais ne reçoit jamais fonction épiscopale. Des vicaires généraux administrent le diocèse en son nom, tandis qu'il réside à La Tour-d'Aigues.

## Source
- La France pontificale (Gallia Christiana), Paris, s.d.